# Pfarrkirche Altach

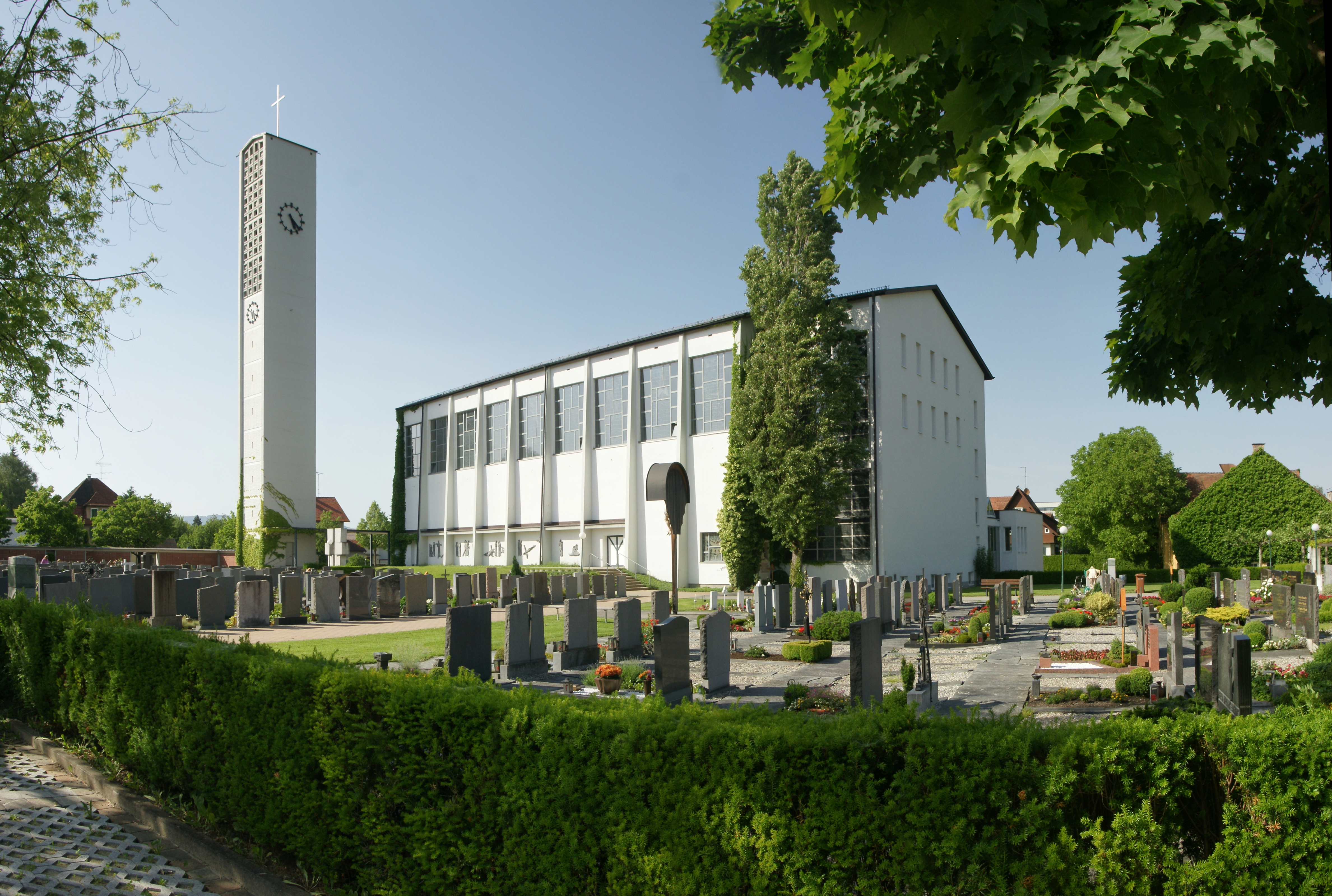
Kath. Pfarrkirche hl. Nikolaus in Altach

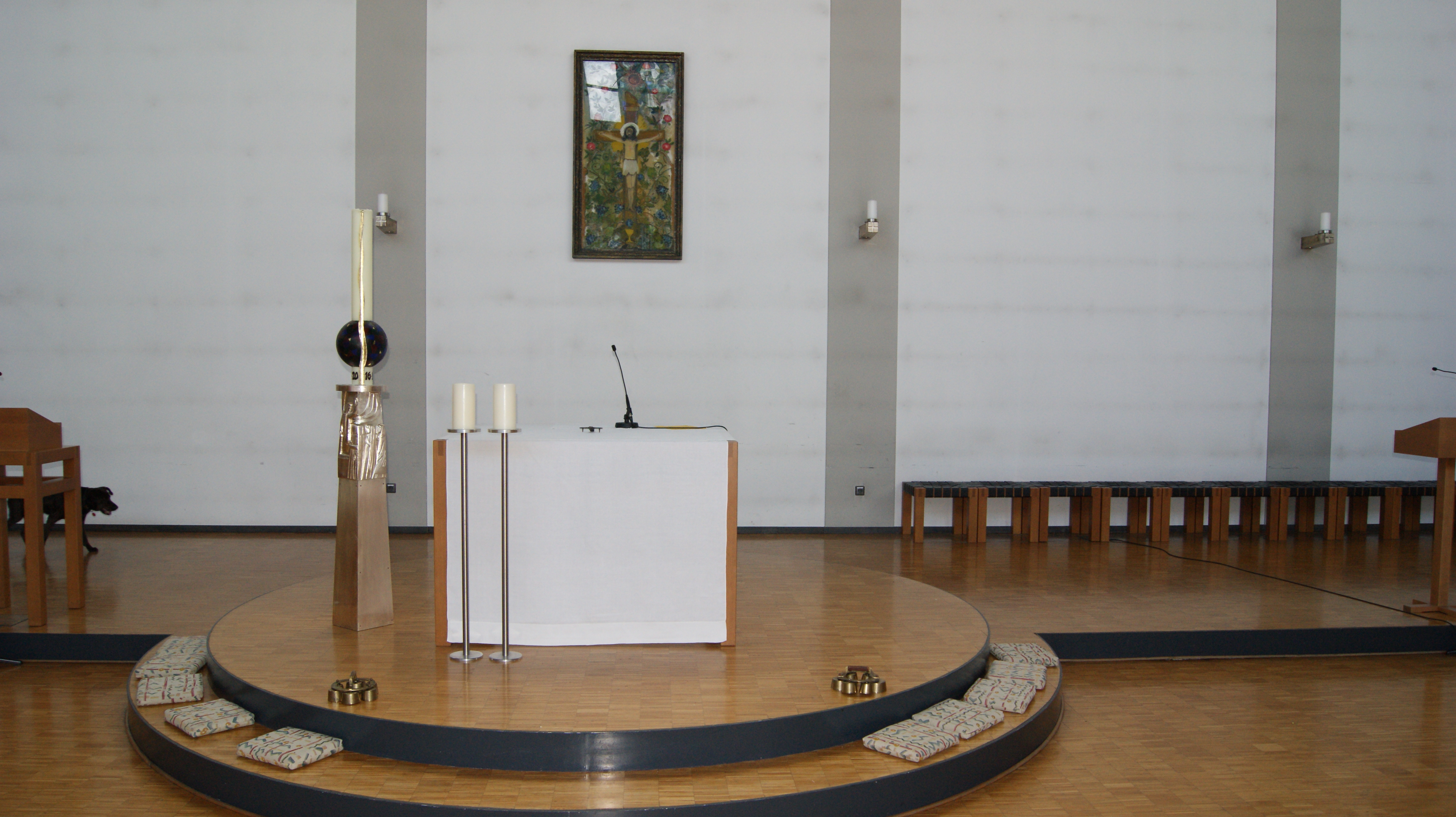
Volksaltar in der Kirche

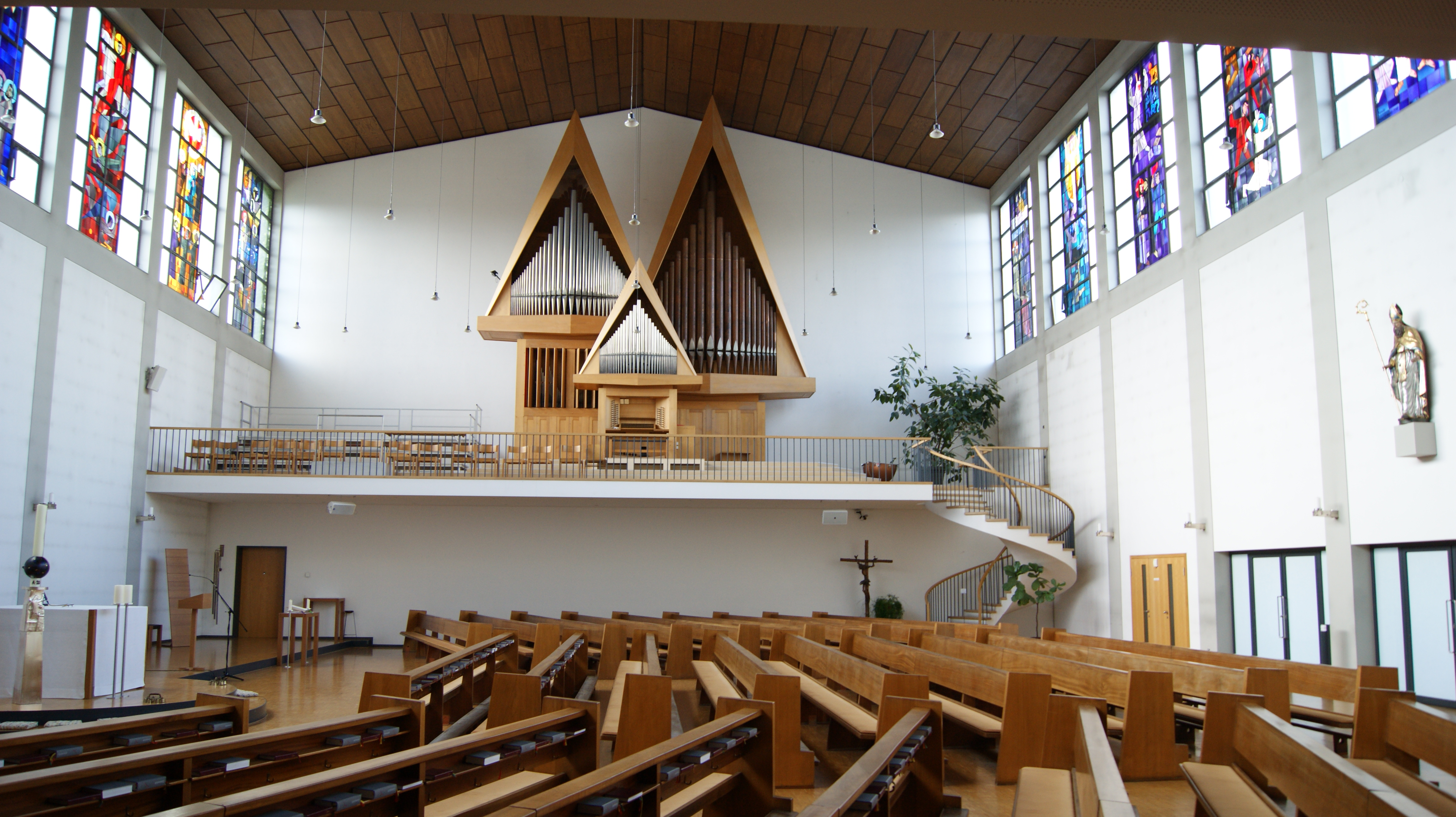
Orgel

Die römisch-katholische Pfarrkirche Altach steht in der Gemeinde Altach im Bezirk Feldkirch in Vorarlberg. Die auf den heiligen Nikolaus von Myra geweihte Pfarrkirche gehört zum Dekanat Rankweil der Diözese Feldkirch. Die Kirche steht unter Denkmalschutz.

## Geschichte
Im Jahre 1591 ist eine Kapelle urkundlich genannt und war eine Filiale von Götzis. Von 1823 bis 1825 wurde eine Kirche nach den Plänen des Baumeisters Weiß errichtet und im Jahre 1825 als Pfarrkirche geweiht. Von 1956 bis 1960 erfolgte ein Neubau nach den Plänen des Architekten Norbert Kopf. Die Weihe war im Jahre 1962.

## Architektur
Die Kirche ist ein Saalbau mit einer Unterkirche und eingezogenem Chor unter einem flachen Satteldach. Der Kirchturm steht frei. Der Saalraum mit satteldachförmiger Holzdecke hat Wände mit Lisenen und Oberlichtfenstern. Der Altarraum ist eingezogen und erhöht mit geradem Abschluss. Die Glasmalereien wurden von der Tiroler Glasmalereianstalt ausgeführt, im Saalraum und in der Taufkapelle nach Entwürfen von Heinrich Stäubli, im Altarraum nach einem Entwurf von Hannes Bertle.

## Ausstattung
Die Figur hl. Maria am rechten Seitenaltar ist eine Arbeit der Schnitzschule Elbigenalp. Der Tabernakel und die Leuchter sind Werke des Bildhauers Roger Lutz. Die Kreuzwegreliefs und das Hauptportal mit Kupferrelief Brennender Dornbusch sind von Emil Gehrer. Die Seitenportale mit Darstellungen Jesus und Petrus am See Genezareth, Verleugnung Petri, Schlüsselübergabe an Petrus und Geheimbotschaft der Heiligen und des apokalyptischen Lammes sind eine Arbeit des Bildhauers Willi Veit. Der Taufstein und das Weihwasserbecken mit Reliefs Vertreibung aus dem Paradies, Verheißung des Erlösers im Paradies, Sintflut und Noahs Dank und Taufe sind von Kaspar Albrecht.
Die dreimanualige Orgel wurde 1972 durch Rieger Orgelbau geschaffen und erklingt seit 2011 regelmäßig in den Konzerten der Altacher Orgelsoireen.

## Marienkapelle
Die Marienkapelle ist eine Unterkirche. Es gibt Malereien Heimsuchung, Geburt Christi, Darbietung im Tempel, Flucht nach Ägypten, Wunder zu Kanaan, Begegnung Mariens mit Jesus, Maria unter dem Kreuz, Pietà und Begegnung mit dem Auferstandenen von Hans Scherling.

## Friedhof und Kriegerdenkmal

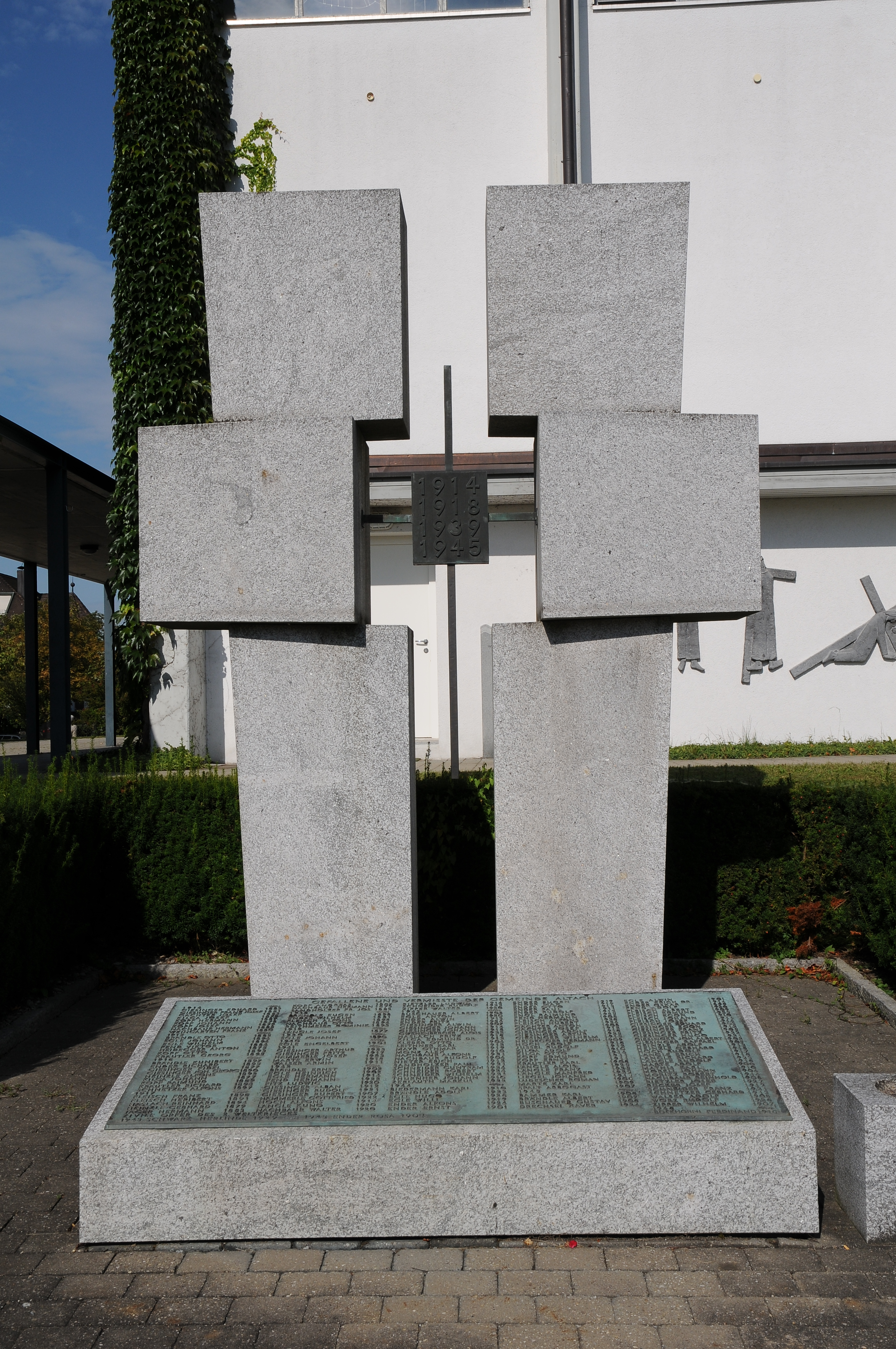
Kriegerdenkmal von Emil Gehrer

Der Friedhof liegt im Süden der Kirche. Es gibt ein Kruzifix aus dem 19. Jahrhundert. Das Kriegerdenkmal wurde von Emil Gehrer gestaltet.